# 谭元元

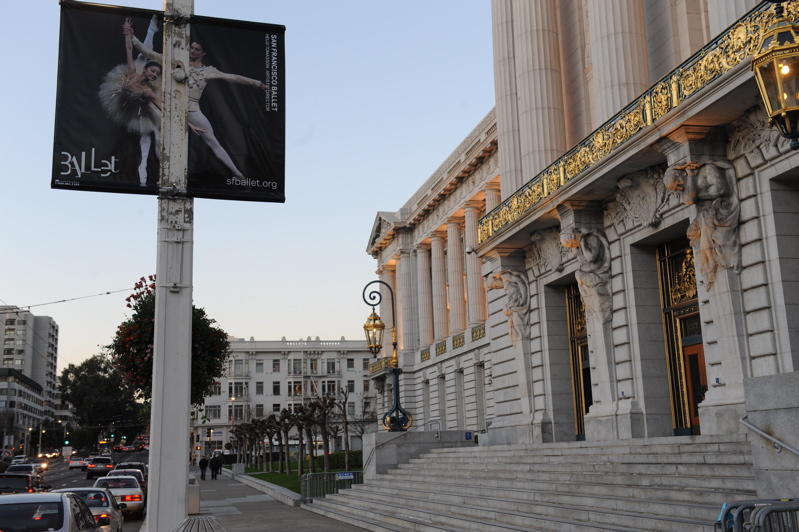
旧金山市政厅前海报上的谭元元

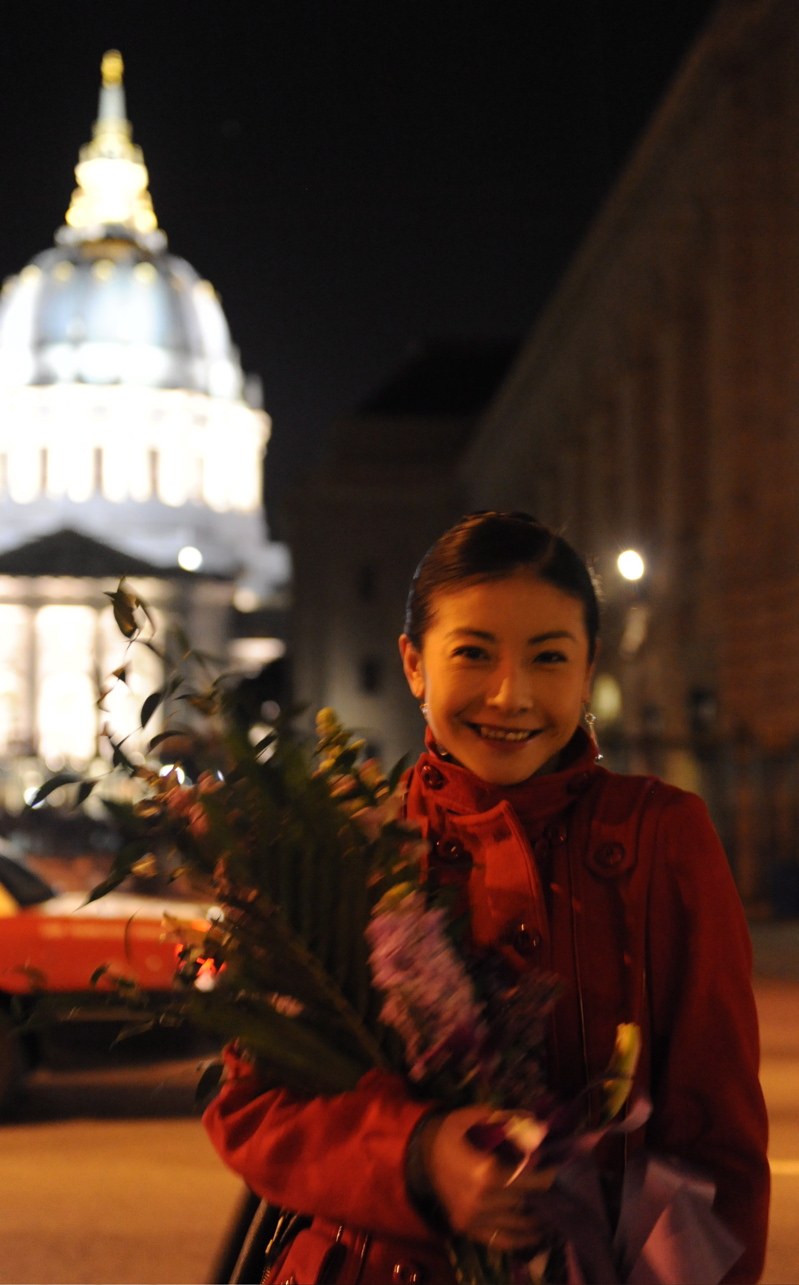
Yuan Yuan Tan after diving into Lilacs

谭元元（1976年2月14日—），生于上海。是美国旧金山芭蕾舞团的首席舞蹈演员，也是香港芭蕾舞团的客座首席舞蹈演员。
尽管她主要在美国生活并演出，她在中国有很大的知名度。她被认为是中国培养出的最优秀的芭蕾舞蹈演员，也是到目前为止世界主要芭蕾舞团中唯一的华裔首席演员。她曾被中国版的《Vogue》、《时尚先生》、《尚流》等时尚杂志专题报道。她也是珠宝品牌梵克雅寶和手表品牌劳力士的品牌大使。亦是美国《时代周刊》2004年「亚洲的英雄」一期的封面人物。

## 生平
她11岁那年进入上海舞蹈学校。一开始她的父亲反对她学习舞蹈，但是她的母亲非常支持。最终，家庭会议决定，用抛硬币的方式决定她是否进入上海舞蹈学校。硬币面朝上，谭元元开始了她的舞蹈生涯。.
她比其它同学晚了一年入学，而在一开始，她的成绩也不突出。三年后，她开始崭露头角，并在数个重大国际比赛中得奖，其中包括第一届日本国际芭蕾和现代舞比赛中获得的金奖和尼金斯基奖，以及1992年在第五届巴黎国际芭蕾舞比赛的唯一金奖。18岁时候，她进入旧金山芭蕾舞团，成为独舞演员。两年后的1997年，她20岁时候，成为了舞团的首席演员并至今。 在当时，她是旧金山芭蕾舞团有史以来最年轻的首席演员。今天，她是旧金山芭蕾舞团最著名的舞蹈演员。旧金山芭蕾舞团被广泛认为是全世界最好的芭蕾舞团之一，而著名的编舞者Mark Morris认为它是“全美最好的舞团”。
2008年她加入香港芭蕾舞团，成为客座首席演员。
她的主要作品包括：汤美生的《吉赛尔》、《天鹅湖》、《罗密欧与茱丽叶》、《胡桃夹子》、汤美生 / 波索克霍夫的《唐吉訶德》、莫里斯的《希尔薇婭》及鲁波维奇的《奥赛罗》、艾斯顿的 Thaïs Pas de Deux；巴兰钦的《C大调交响曲》、《主题与变奏》、《Barocco协奏曲》、《浪子回头》及《阿波罗》；杜亚托的 Without Words；罗宾斯的 In the Night、Dances at a Gathering 及 Dybbuk，以及马歌洛娃的《帕吉蒂》等。她亦曾主演多位编舞家為她创作的角色，包括：汤美生的 The Fifth Season、Chi-Lin、Silver Ladders 及 7 for Eight；波索克霍夫的 Diving into the Lilacs、 Fusion、 Magrittomania、Damned 及 Study in Motion；惠尔敦的 Continuum 及 Quaternary；韦尔奇的Tu Tu； 等等。